# Екологічна організація
Екологічна організація — це організація, яка спрямована захищати, аналізувати та контролювати стан довкілля проти впливу неправильного використання або деградації людських сил.
Природоохоронна організація може бути глобальною, регіональною, національною або місцевою. Можуть бути приватними або засновані державою.
Природоохоронній рух як такий базується на засадах, що природне середовище, як спадок, важливіше за рукотворні речі, особливо, що стосується культурного і інтелектуального розвитку індивідууму або групи.
Збереження, відтворення, вдосконалення натурального середовища ось чим переймаються природоохоронці. Особлива увага до індустріального забруднення, як і до забруднення взагалі. Також збереження природного різнобарв'я, контролю витрат, вторинна переробка, глобальна зміна клімату, озонові дірки та генна інженерія.

## Завдання екологічних організацій
Основні завдання екологічних організацій:
- Природоохоронні організації вимагають законодавчих змін, які приведуть до захисту здоров'я всіх людей перед забрудненням, або до зниження кількості відходів.
- Вони піклуються про найцінніші ділянки природи.
- Захищають інтереси місцевих жителів і охорони природи при прийнятті рішень про початок великого будівництва або про операції з зеленими зонами й іншими ділянками місцевості.
- Вони створюють і експлуатують наукові стежки.
- Забезпечують екологічне виховання та освіту.
- Співпрацюють з населеними пунктами при впровадженні екологічно ощадних проектів.